# Olszewnica Stara
Olszewnica Stara (do 14 lutego 2002 Stara Olszewnica) – wieś sołecka w Polsce położona w województwie mazowieckim, w powiecie legionowskim, w gminie Wieliszew. Graniczy ze wsiami: Chotomów, Olszewnica Nowa, Kałuszyn, Skrzeszew. Jest miejscowością średniej wielkości. Na koniec 2021 roku posiadała 1892 mieszkańców. Są to rolnicy, ogrodnicy, rzemieślnicy, prywatni przedsiębiorcy, pracownicy umysłowi itp. Wieś zajmuje powierzchnię 654 ha. Wieś jest zelektryfikowana, ma instalację gazu ziemnego i wodociąg.

## Historia
Pierwsza pewna informacja na temat Olszewnicy pochodzi z 1421 roku. W tym czasie właścicielami Nowego Dworu są Dobrogost, późniejszy arcybiskup gnieźnieński i jego bracia – Abraham podkomorzy czeski i Niemierza podstoli warszawski. Niemierza miał dwóch synów – Dobrogosta i Abrahama. W 1421 roku bracia podzielili się dobrami. Dobrogost Nowodworski otrzymał między innymi wsie Krubin i Olszewnicę.
Dnia 20 sierpnia 1778 roku doszło do ważnego wydarzenia, a mianowicie do uwolnienia chłopów od poddaństwa i nadania im częściowych praw obywatelskich. Kontynuacją tych działań, mających na celu w głównej mierze wzrost efektywności pracy, ale i zarazem odciążenie chłopów, było wprowadzenie przez Poniatowskiego tzw. „rozporządzeń Wybickiego”. Wydarzenie oczynszowania odbyło się w Olszewnicy Starej 15 października 1778 roku. Oczynszowanie było bardzo uroczyste i do Olszewnicy zjechało wielu znamienitych gości: Książę Stanisław Poniatowski, jego matka Apolonia, Józef Wybicki. O tym ważnym wydarzeniu pisali m.in. Ignacy Krasicki („Mości książę Poniatowski”), Stanisław Trembecki („Polanka” i „Polanka do księcia Stanisława Poniatowskiego”) i sam Józef Wybicki („Wiadomość z Olszewnicy”). Powstała Kronika o Olszewnicy Starej i Nowej.
W sierpniu 1941 Niemcy zamordowali na terenie między Olszewnicą Starą a Chotomowem wielu Żydów.
W latach 1973–1993 miejscowość była siedzibą gminy Skrzeszew. W latach 1975–1998 miejscowość administracyjnie należała do województwa warszawskiego. 15 lutego 2002 nastąpiła zmiana nazwy ze Stara Olszewnica na Olszewnica Stara.
W Olszewnicy Starej urodził się pułkownik Stanisław Sierawski (1915–2022), uczestnik kampanii wrześniowej, żołnierz Armii Krajowej i uczestnik powstania warszawskiego.

## Szkolnictwo
W Olszewnicy znajduje się Szkoła Podstawowa im. Bronisława Sokoła. W ostatnich latach w klasach 0-3, uczy się przeciętnie około 50 dzieci. Obecnie (październik 2016) dyrektorem placówki jest Jolanta Wojdalska. Do II wojny światowej budynek szkoły był drewniany ale w wyniku działań wojennych został spalony. W 1951 roku postawiono drewniany barak, w którym uczniowie uczyli się do roku 1972, kiedy do użytku oddano nowy murowany budynek, który stoi do dziś.
W budynku szkoły od 2013 mieści się filia przedszkola z Janówka.

## Komunikacja
W terenie Olszewnicy Starej funkcjonują linie autobusowe:
- L-11 (linia strefowa uzupełniająca) na trasie: PKP Legionowo – Michałów Reginów – Łajski – Wieliszew – Skrzeszew – Kałuszyn – Olszewnica Stara – Olszewnica Nowa – Krubin – Janówek Pierwszy – Góra – Nowy Dwór Mazowecki: Urząd Miasta[16]

Na terenie Olszewnicy Starej funkcjonuje także prywatny przewoźnik autobusowy:
- Translud (linia na odcinku Olszewnica Stara – Chotomów jest bezpłatna, dofinansowywana przez UG Wieliszew) realizujący połączenie na trasie Olszewnica Stara – Chotomów – Legionowo – Warszawa[17].

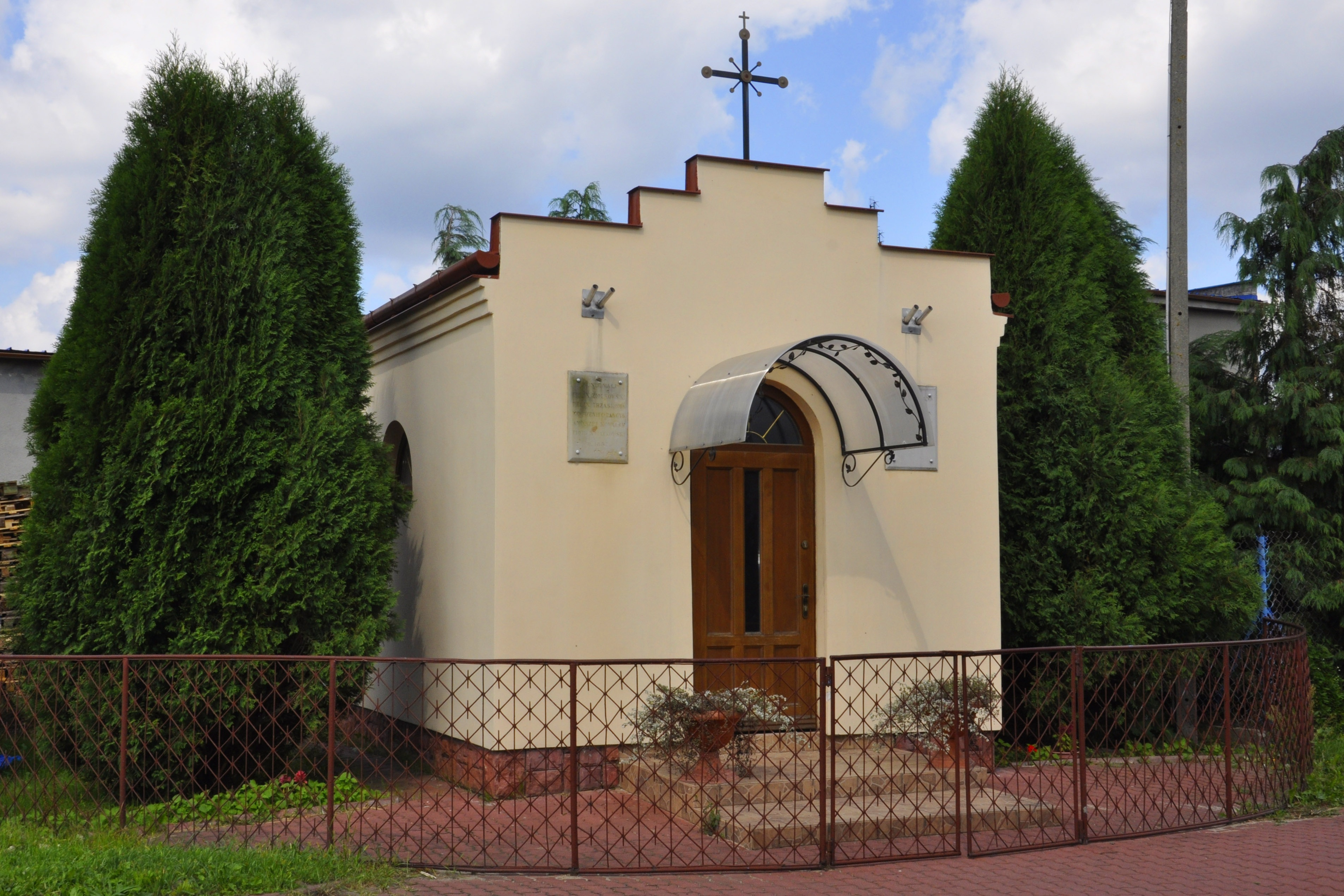
Kapliczka domkowa z 1857 roku

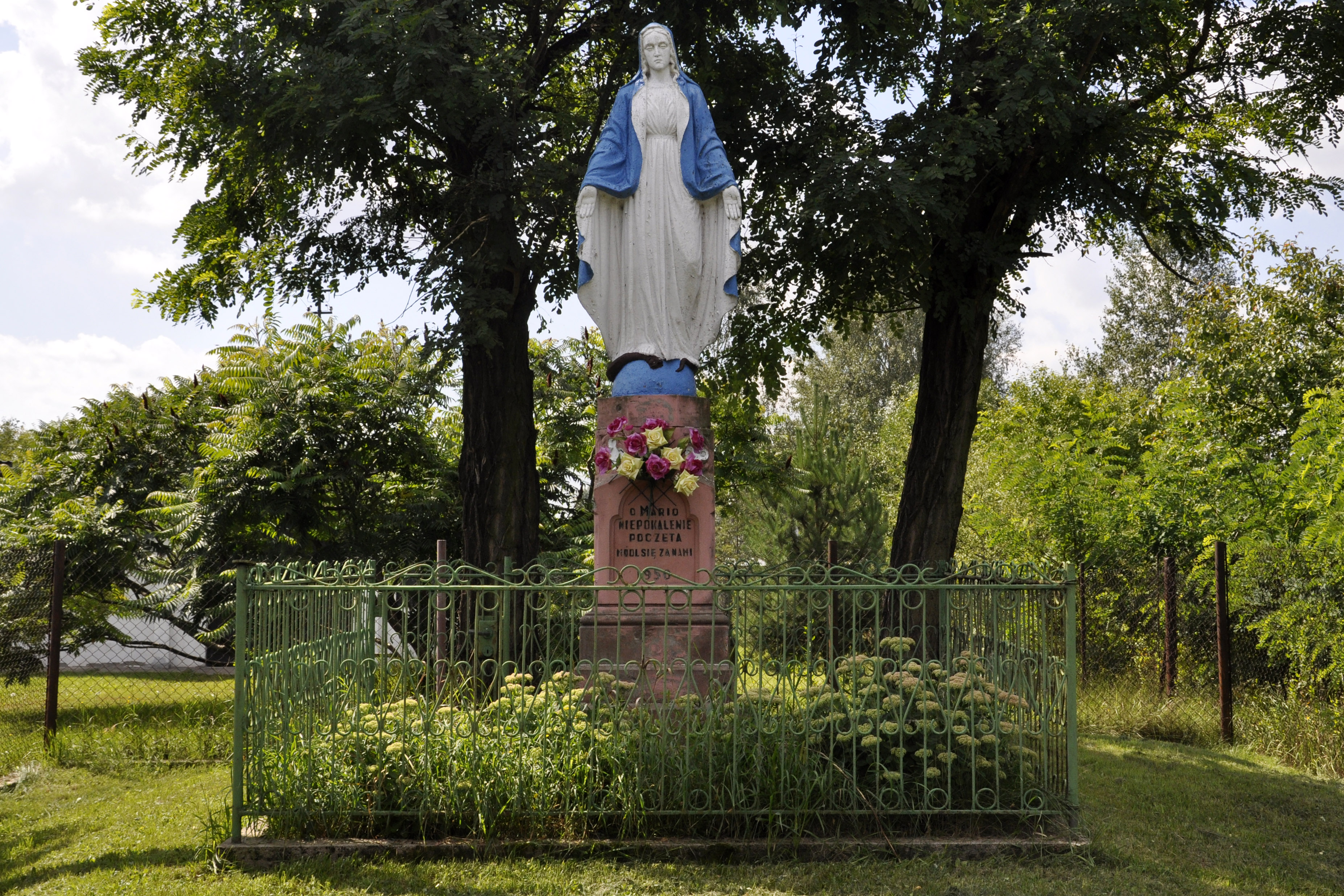
Figura Matki Bożej Niepokalanie Poczętej z 1904 roku przy ul.
Warszawskiej 68. W czasie II wojny światowej figura została zniszczona. W 1950 roku mieszkańcy kupili nową figurę.

## Handel
W Olszewnicy Starej działają dwa sklepy spożywczo-przemysłowe „Magro” i "Katarzynka” – został zamknięty z początkiem 2015 roku, dwa sklepy ogrodnicze „Haber” i „Ogród” oraz skład materiałów budowlanych „Janbud”. Ponadto wielu mieszkańców trudni się sprzedażą własnych produktów takich jak: pomidory, ogórki, sałata, rzodkiewki, kwiaty i jajka.

## Przydrożne kapliczki i krzyże

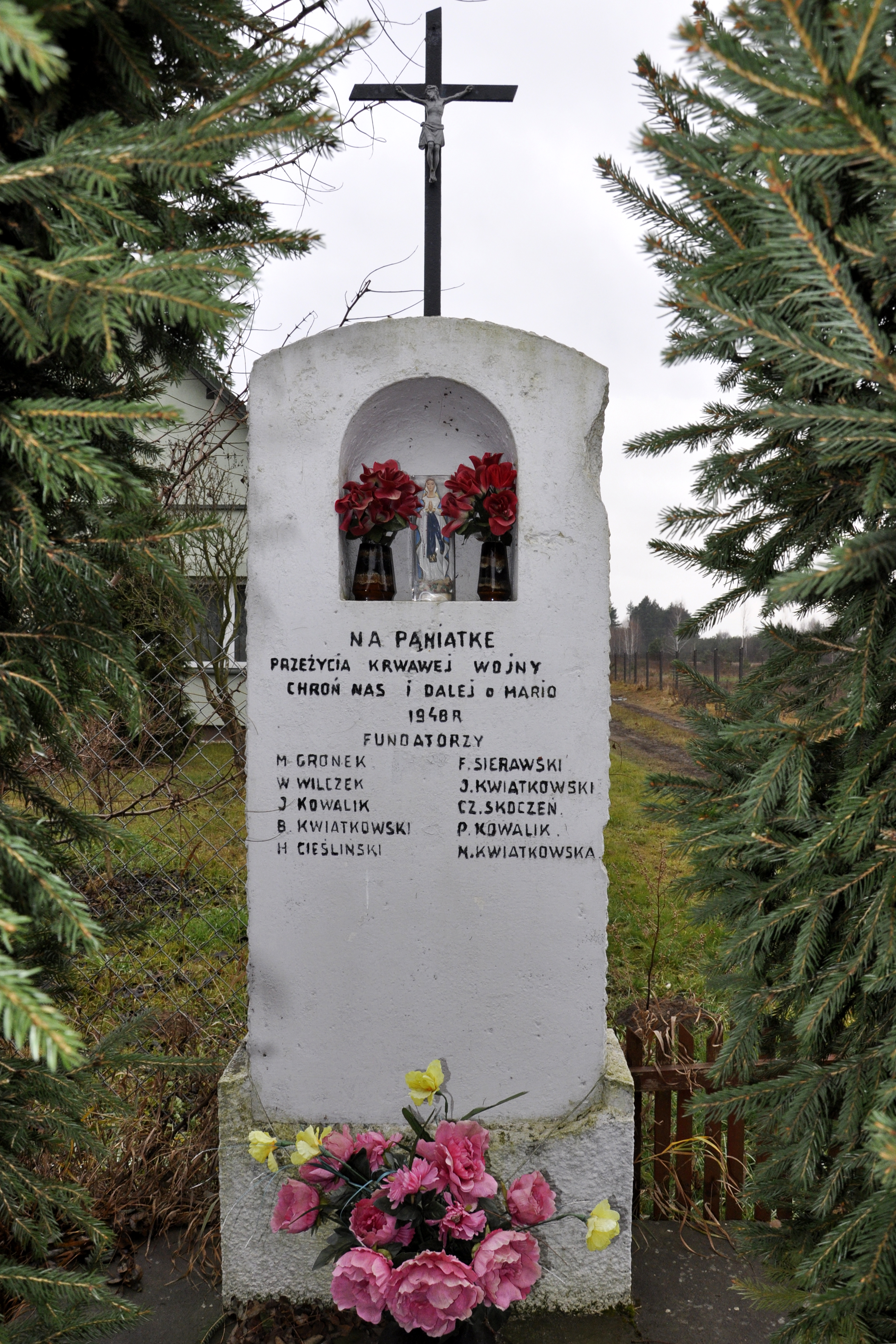
Kapliczka przy ulicy Wiejskiej 24 z 1948
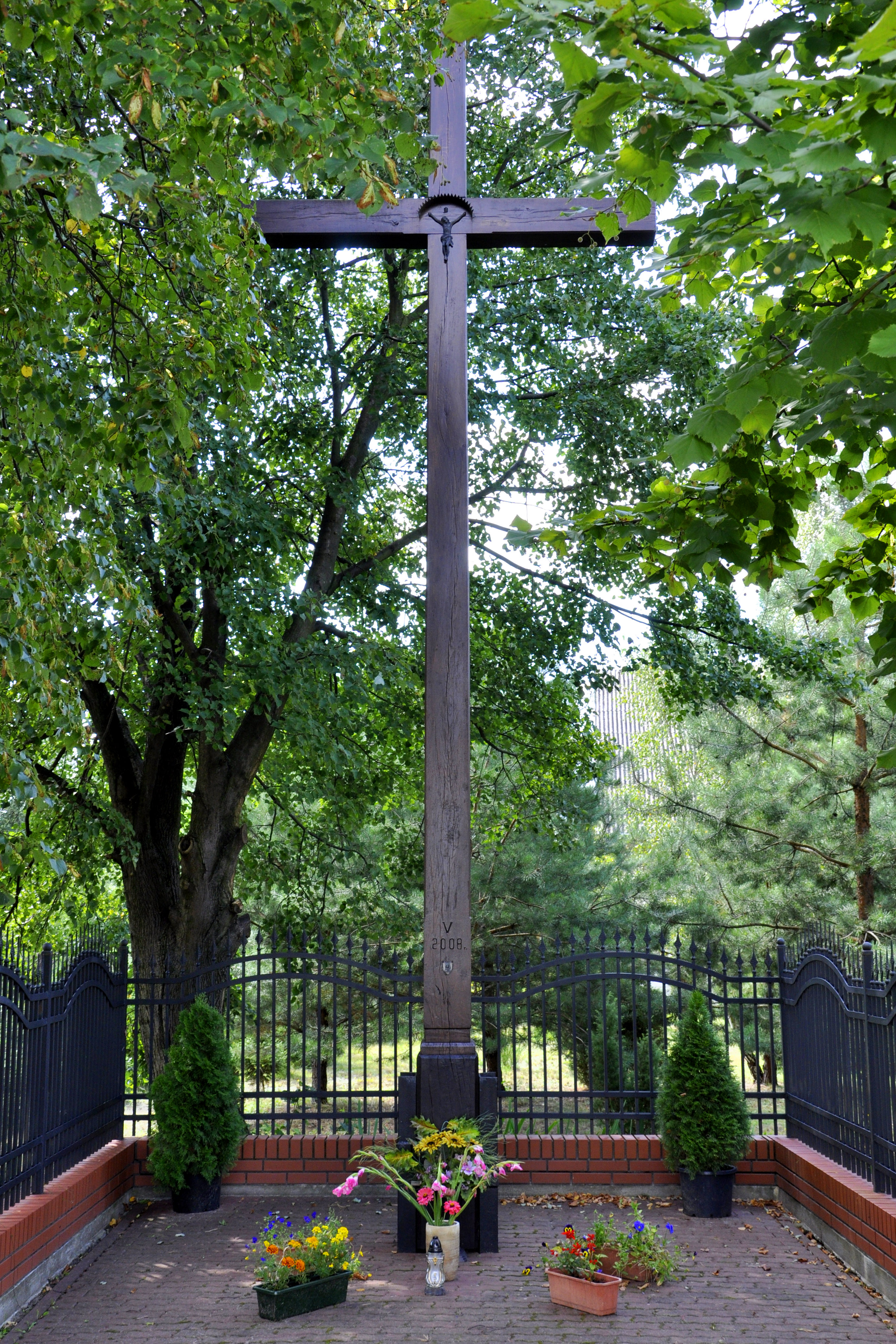
Krzyż z 2008 przy ulicy Warszawskiej 120
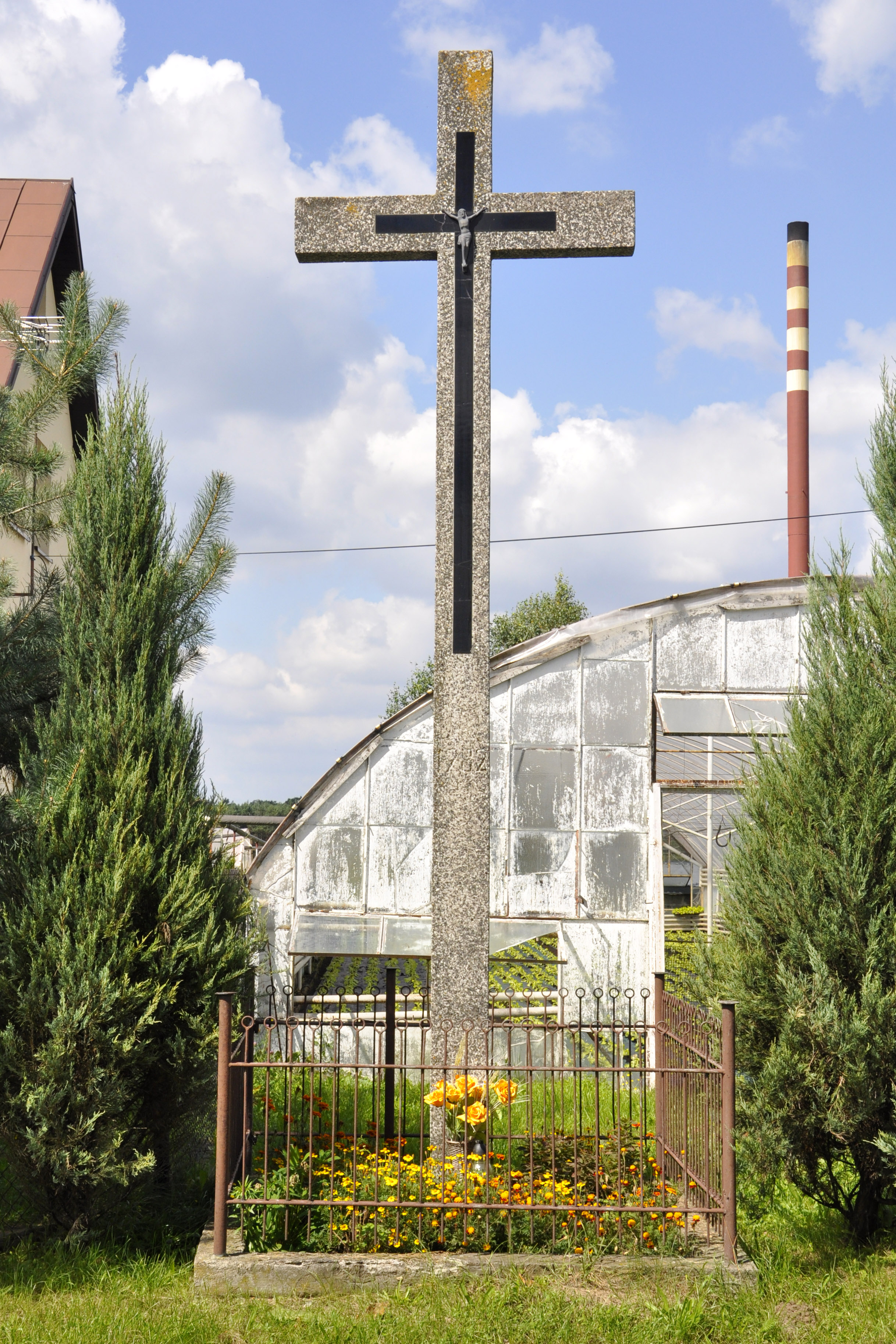
Krzyż przy ulicy Długiej 2 z 1982
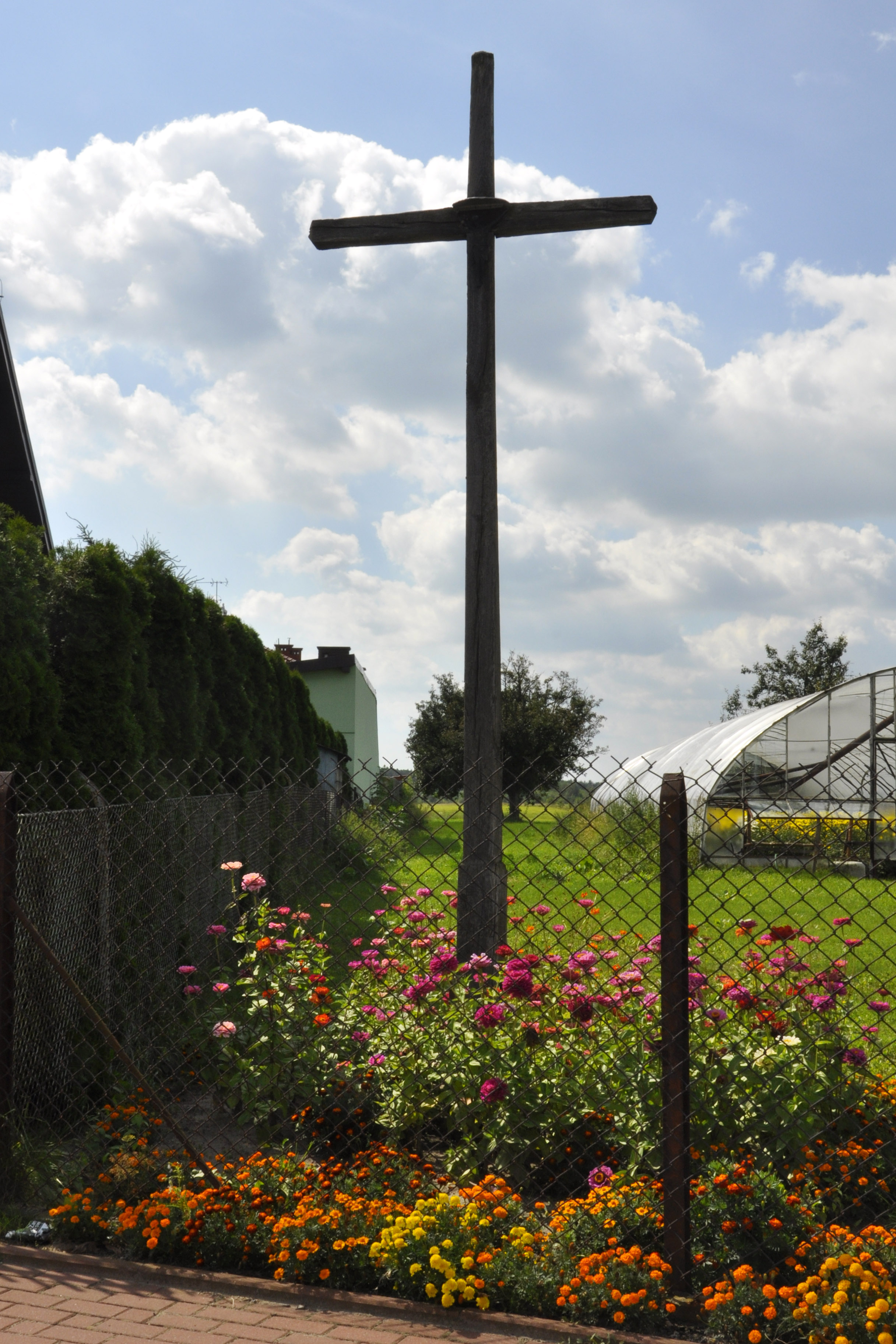
Krzyż przy ul. Ogrodowej 30 poświęcony 9.11.1952